# Vindö Bilgalleri
Vindö Bilgalleri är ett privat bilmuseum beläget i Djurhamn på Värmdö i Stockholms län. Samlingen omfattar över 100 bilar ifrån många olika tillverkare, med tonvikt på sportbilar och moderna klassiker. Bland de representerade märkena finns bland annat Ferrari, Lamborghini, Porsche, McLaren, Rolls-Royce, Bentley, Aston Martin, Volvo och Saab. Urvalet baseras på fordonens design, prestanda och historiska värde.
Utställningen är fördelad på två byggnader och är öppen för allmänheten under helger och helgdagar, samt vardagar under säsong. Besöket sker utan guide, men varje fordon är försett med en informationsskylt på svenska. Det finns även möjlighet att boka guidade visningar eller gruppbesök.
I anslutning till museet finns ett café med försäljning av egentillverkad glass samt enklare förtäring. Anläggningen har även återkommande evenemang i samarbete med bilklubbar och andra aktörer. Museet har en åldersgräns på sju år för besökare, med undantag för barn i vuxet sällskap.

Samlingen hade en betydande förändring inför säsongen 2025 där de bytte ut och flyttade om stora delar av samlingen.

## I galleriet

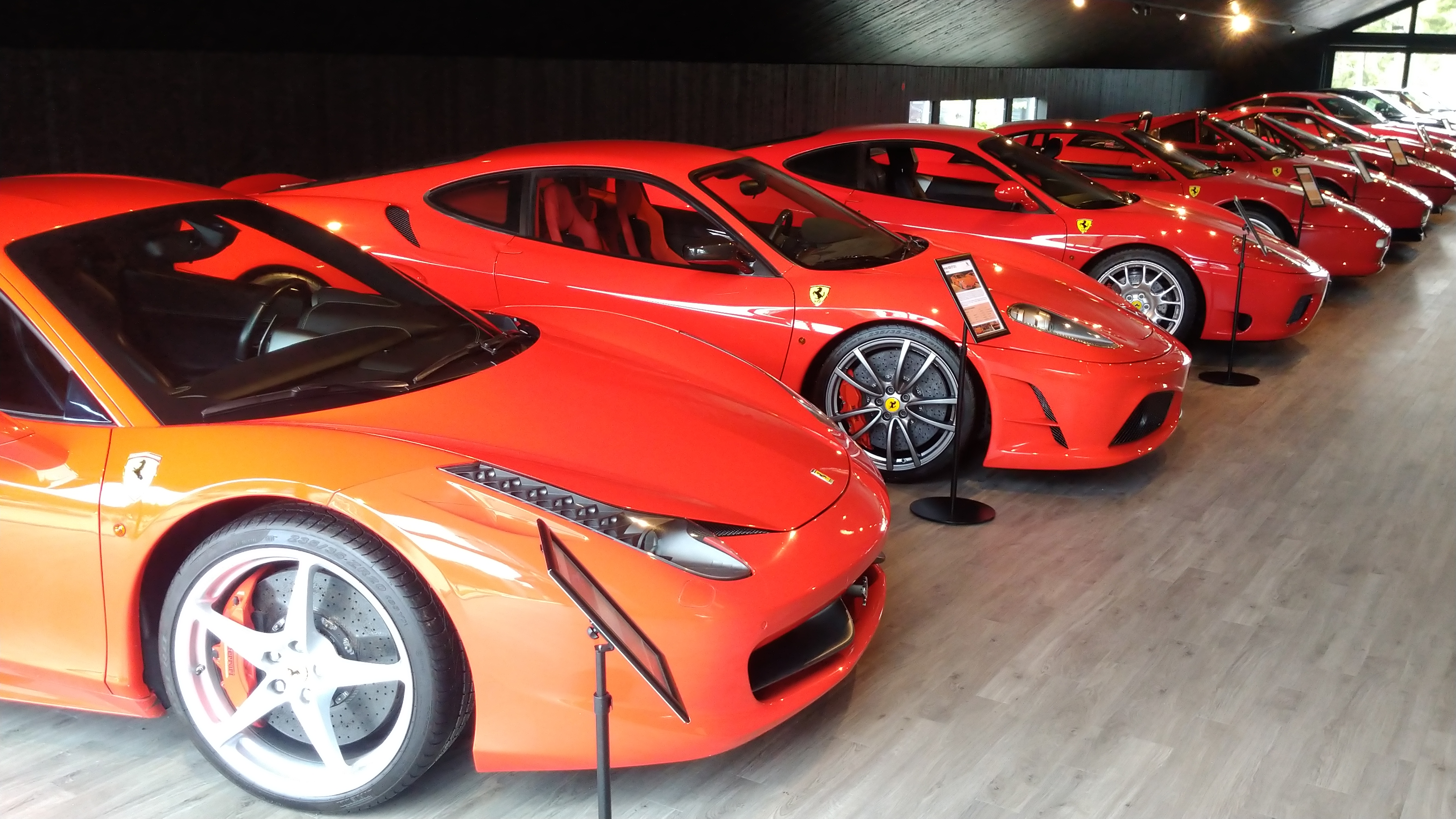
Delar av Ferrari-samlingen (2023-2024).
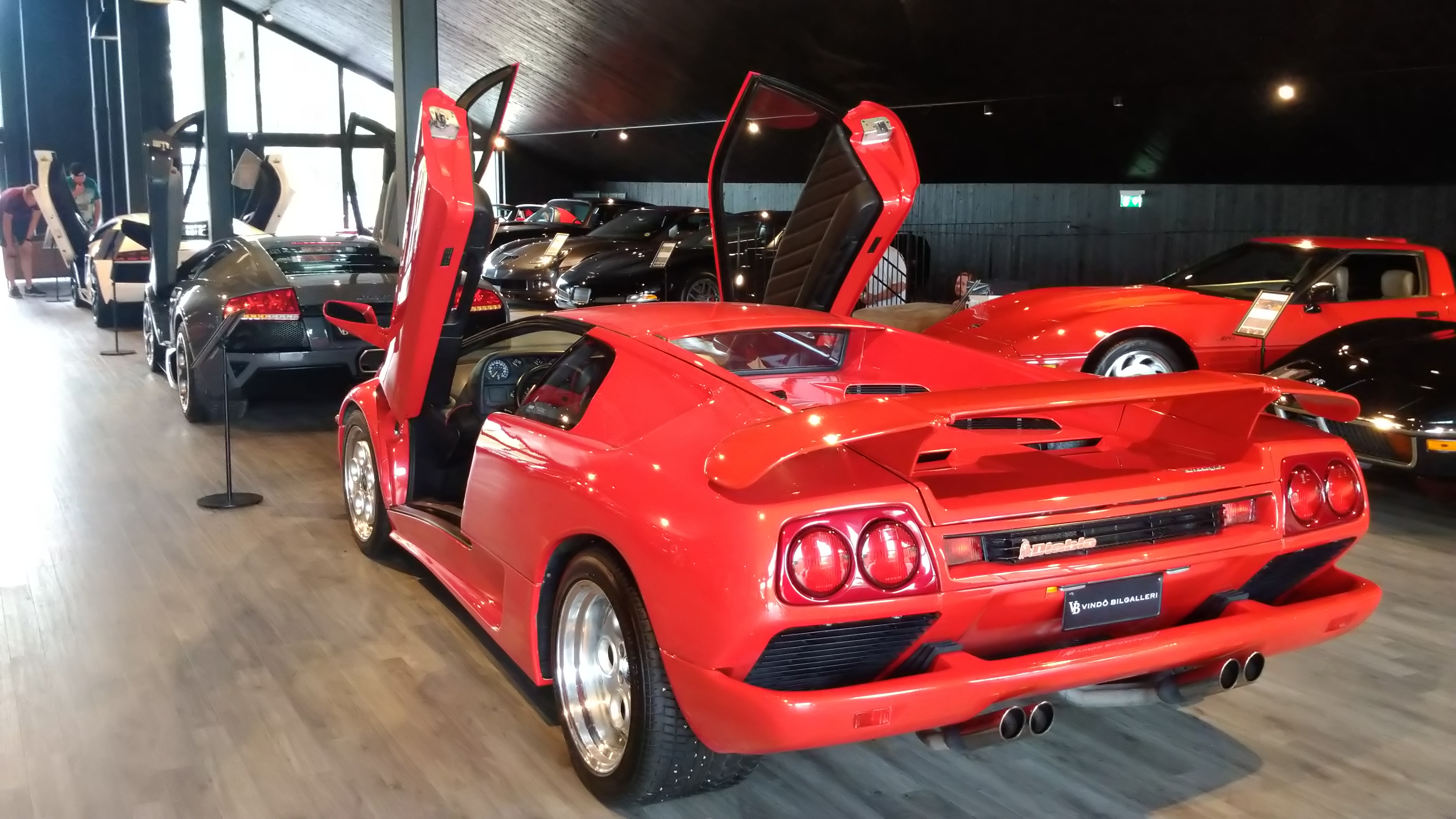
Delar av Lamborghini-samlingen (2023-2024) .
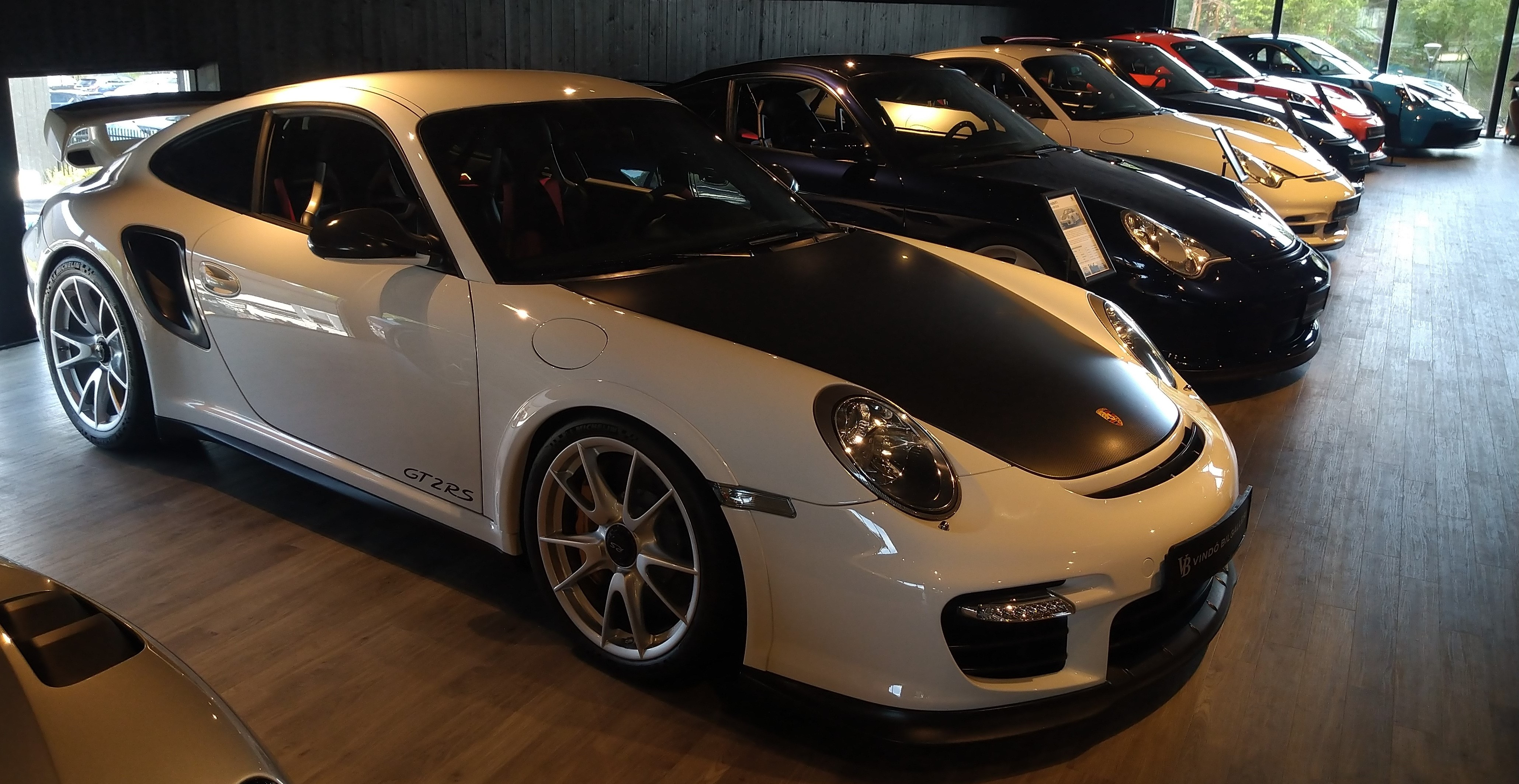
Delar av Porsche-samlingen (2023-2024) .
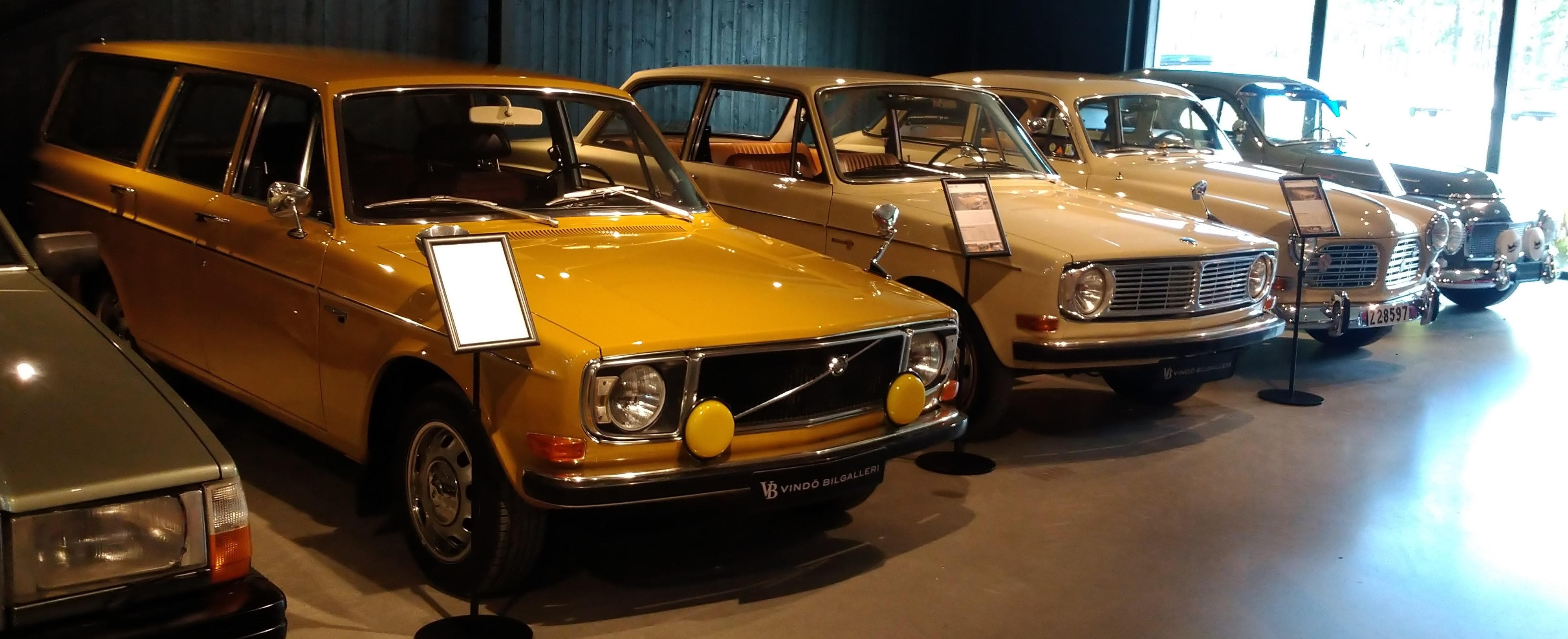
Delar av Volvo-samlingen (2023-2024).